# Jacquelyn Young
Jacquelyn "Jackie" Young (Princeton (Indiana), Estats Units, 17 de setembre de 1997) és una jugadora de bàsquet d'Estats Units, campiona olímpica a Tòquio 2020 en la modalitat de Bàsquet 3x3 conjuntament amb Kelsey Plum, Stefanie Dolson i Allisha Gray.
És jugadora dels Las Vegas Aces de la WNBA, que la va seleccionar amb el número 1 del draft l'any 2019.

## Palmarès olímpic
| Jocs Olímpics | Jocs Olímpics  | Jocs Olímpics | Jocs Olímpics |
| Any           | Lloc           | Medalla       | Prova         |
| ------------- | -------------- | ------------- | ------------- |
| 2021          | Tòquio ( Japó) | 1             | Bàsquet 3x3   |